# الشرفاء (سيدي عابد)
الشرفاء هي إحدى مشيخات المملكة المغربية، تتبع جغرافيا وإداريا لإقليم الجديدة و لجماعة سيدي عابد. يقدر عدد سكانها بـ 1940 نسمة حسب الإحصاء الرسمي للسكان والسكنى لسنة 2014.

## لائحةالدواوير
تتألف هذه المشيخة من الدواوير التالية: أولاد عباس بن قاسم، أولاد الصغير، أولاد بن حمو، أولاد أبي عنان، الزنانبة، الحدادة، الثابية، والكوانين.